# ناحیه قورقینا
ناحیه قورقینا (به عربی: ناحیة قورقینا) یک ناحیه در سوریه است که در منطقه حارم واقع شده‌است. ناحیه قورقینا ۱۲٬۵۵۲ نفر جمعیت دارد.